# Chouzé-sur-Loire
Chouzé-sur-Loire est une commune française située dans le département d'Indre-et-Loire, en région Centre-Val de Loire.

## Géographie

### Localisation
La commune est située dans la Touraine angevine, anciennement province d'Anjou jusqu'à la Révolution française.
| Brain-sur-Allonnes Maine-et-Loire | Saint-Nicolas-de-Bourgueil | Bourgueil             |
| Varennes-sur-Loire Maine-et-Loire | Chouzé-sur-Loire           | La Chapelle-sur-Loire |
| Montsoreau Maine-et-Loire         | La Loire Savigny-en-Véron  | La Loire Avoine       |

### Hydrographie

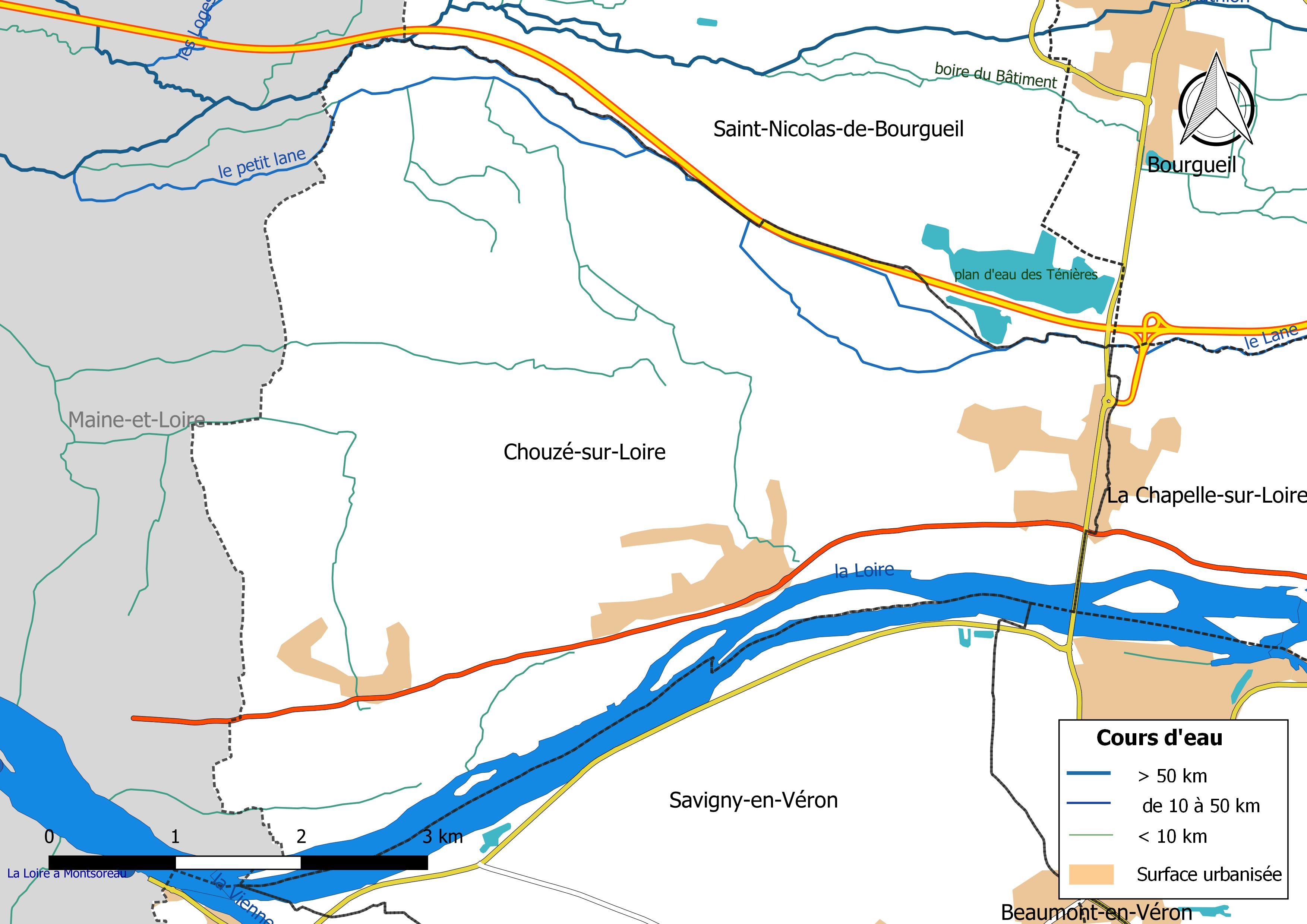
Réseau hydrographique de Chouzé-sur-Loire.

La commune est bordée par la Loire sur son flanc sud sur une longueur de 4,186 km. Le réseau hydrographique communal, d'une longueur totale de 37,82 km, comprend trois autres cours d'eau notables, l'Authion sur une toute petite section (0,358 km) au nord-ouest du territoire communal, le Lane (5,247 km) et le Petit Lane, et neuf petits cours d'eau pour certains temporaires,.
Le cours de la Loire s’insère dans une large vallée qu’elle a façonnée peu à peu depuis des milliers d’années. Elle traverse d'est en ouest le département d'Indre-et-Loire depuis Mosnes jusqu'à Candes-Saint-Martin, avec un cours large et lent. La Loire présente des fluctuations saisonnières de débit assez marquées. Sur le plan de la prévision des crues, la commune est située dans le tronçon de la Loire tourangelle, qui court entre la sortie de Nazelles-Négron et la confluence de la Vienne, dont la station hydrométrique de référence la plus proche est située à Langeais. Le débit mensuel moyen (calculé sur 34 ans pour cette station) varie de 142 m3/s au mois d'août  à 753 m3/s au mois de février. Le débit instantané maximal observé sur cette station est de 3 060 m3/s et s'est produit le 10 mai 2001, la hauteur maximale relevée a été de 4,89 m le 24 mars 1988,. La hauteur maximale historique a été atteinte le 27 septembre 1856 avec 6,80 m.
Sur le plan piscicole, la Loire est classée en deuxième catégorie piscicole. Le groupe biologique dominant est constitué essentiellement de poissons blancs (cyprinidés) et de carnassiers (brochet, sandre et perche).
L'Authion, d'une longueur totale de 99,8 km, prend sa source à 86 m d'altitude près de Bourgueil, à Hommes, à la fontaine de la Favrie  et se jette  dans la Loire près d'Angers à Sainte-Gemmes-sur-Loire, à 15 m d'altitude, après avoir traversé 29 communes. 
Sur le plan piscicole, l'Authion est également classé en deuxième catégorie piscicole.
Le Lane, d'une longueur totale de 27,8 km, prend sa source dans la commune de Coteaux sur Loire et se jette  dans l'Authion à Varennes-sur-Loire (Maine-et-Loire), après avoir traversé 10 communes. 
Sur le plan piscicole, le Lane est également classé en deuxième catégorie piscicole.
Deux zones humides ont été répertoriées sur la commune par la direction départementale des territoires (DDT) et le Conseil départemental d'Indre-et-Loire : « la prairies humides du Lane » et « la vallée de la Loire de Mosnes à Candes-Saint-Martin »,.

### Climat
Pour des articles plus généraux, voir Climat du Centre-Val de Loire et Climat d'Indre-et-Loire.
En 2010, le climat de la commune est de type climat océanique altéré, selon une étude du CNRS s'appuyant sur une série de données couvrant la période 1971-2000. En 2020, Météo-France publie une typologie des climats de la France métropolitaine dans laquelle la commune est exposée à un climat océanique et est dans la région climatique Moyenne vallée de la Loire, caractérisée par une bonne insolation (1 850 h/an) et un été peu pluvieux.
Pour la période 1971-2000, la température annuelle moyenne est de 11,8 °C, avec une amplitude thermique annuelle de 14,6 °C. Le cumul annuel moyen de précipitations est de 634 mm, avec 10,7 jours de précipitations en janvier et 6 jours en juillet. Pour la période 1991-2020, la température moyenne annuelle observée sur la station météorologique de Météo-France la plus proche, sur la commune de Savigny-en-Véron à 4 km à vol d'oiseau, est de 12,6 °C et le cumul annuel moyen de précipitations est de 637,8 mm,. Pour l'avenir, les paramètres climatiques de la commune estimés pour 2050 selon différents scénarios d'émission de gaz à effet de serre sont consultables sur un site dédié publié par Météo-France en novembre 2022.
| Mois                                  | jan.           | fév.           | mars           | avril         | mai           | juin          | jui.          | août           | sep.         | oct.          | nov.            | déc.           | année      |
| ------------------------------------- | -------------- | -------------- | -------------- | ------------- | ------------- | ------------- | ------------- | -------------- | ------------ | ------------- | --------------- | -------------- | ---------- |
| Température minimale moyenne (°C)     | 2,8            | 2,4            | 4,2            | 6,1           | 9,6           | 12,6          | 14            | 13,8           | 10,7         | 8,7           | 5,2             | 3,1            | 7,8        |
| Température moyenne (°C)              | 5,7            | 6,2            | 9              | 11,6          | 15,1          | 18,5          | 20,3          | 20,2           | 16,7         | 13,2          | 8,8             | 6,1            | 12,6       |
| Température maximale moyenne (°C)     | 8,5            | 9,9            | 13,8           | 17            | 20,6          | 24,4          | 26,5          | 26,6           | 22,8         | 17,7          | 12,3            | 9              | 17,4       |
| Record de froid (°C) date du record   | −14,8 07.01.09 | −12,7 12.02.12 | −10,4 01.03.05 | −2,8 04.04.22 | −0,7 03.05.21 | 2,6 01.06.06  | 5,4 10.07.04  | 4,5 29.08.1995 | 1,1 21.09.12 | −5 30.10.1997 | −8,7 24.11.1998 | −10 30.12.1996 | −14,8 2009 |
| Record de chaleur (°C) date du record | 16,9 01.01.23  | 22,8 27.02.19  | 25,7 31.03.21  | 29,9 20.04.18 | 33,6 27.05.05 | 41,5 29.06.19 | 41,7 25.07.19 | 40,3 10.08.03  | 36 14.09.20  | 31,7 02.10.23 | 23,5 07.11.15   | 18,6 07.12.00  | 41,7 2019  |
| Précipitations (mm)                   | 57,9           | 44,8           | 46,2           | 52,4          | 52            | 45,6          | 49,2          | 44,1           | 49,8         | 63,8          | 67,3            | 64,7           | 637,8      |

## Urbanisme

### Typologie
Au 1er janvier 2024, Chouzé-sur-Loire est catégorisée commune rurale à habitat dispersé, selon la nouvelle grille communale de densité à sept niveaux définie par l'Insee en 2022.
Elle est située hors unité urbaine et hors attraction des villes,.

### Occupation des sols
L'occupation des sols de la commune, telle qu'elle ressort de la base de données européenne d’occupation biophysique des sols Corine Land Cover (CLC), est marquée par l'importance des territoires agricoles (85,4 % en 2018), une proportion identique à celle de 1990 (85,4 %). La répartition détaillée en 2018 est la suivante : 
zones agricoles hétérogènes (50,4 %), prairies (25,9 %), terres arables (8 %), zones urbanisées (5,6 %), eaux continentales (4,8 %), forêts (3,3 %), cultures permanentes (1,1 %), espaces ouverts, sans ou avec peu de végétation (0,9 %). L'évolution de l’occupation des sols de la commune et de ses infrastructures peut être observée sur les différentes représentations cartographiques du territoire : la carte de Cassini (XVIIIe siècle), la carte d'état-major (1820-1866) et les cartes ou photos aériennes de l'IGN pour la période actuelle (1950 à aujourd'hui).

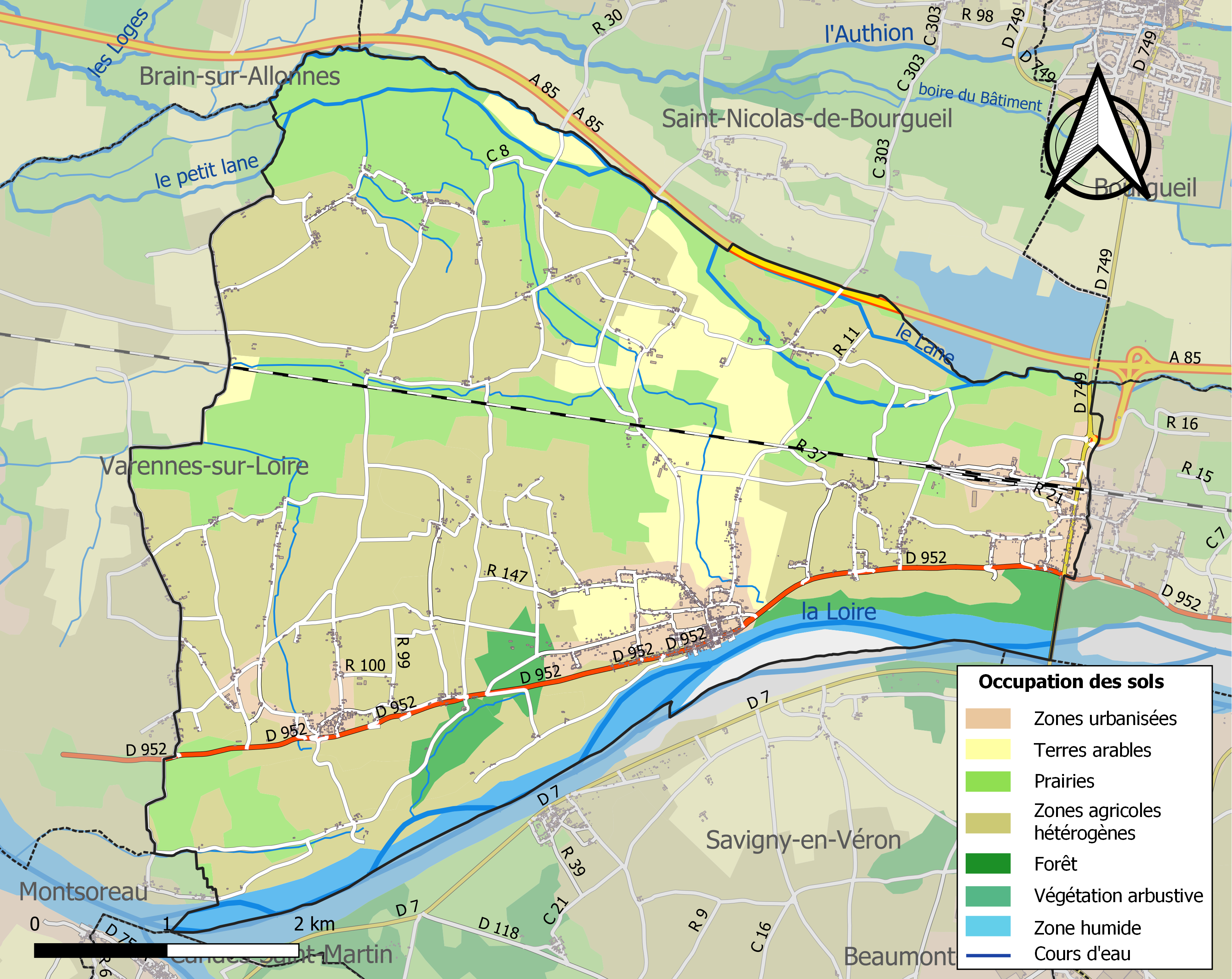
Carte des infrastructures et de l'occupation des sols de la commune en 2018 (CLC).

### Risques majeurs
Le territoire de la commune de Chouzé-sur-Loire est vulnérable à différents aléas naturels : météorologiques (tempête, orage, neige, grand froid, canicule ou sécheresse), inondations et séisme (sismicité faible). Il est également exposé à deux risques technologiques, la rupture d'un barrage et le risque nucléaire. Un site publié par le BRGM permet d'évaluer simplement et rapidement les risques d'un bien localisé soit par son adresse soit par le numéro de sa parcelle.

#### Risques naturels
Certaines parties du territoire communal sont susceptibles d’être affectées par le risque d’inondation par débordement de cours d'eau, notamment l'Authion, le Lane et la Loire. La commune fait partie du territoire à risques importants d'inondation (TRI) d'Angers-Authion-Saumur, un des 21 TRI qui ont été arrêtés fin 2012 sur le bassin Loire-Bretagne et portés à 22 lors de l'actualisation de 2018. Des cartes des surfaces inondables ont été établies pour trois scénarios : fréquent (crue de temps de retour de 10 ans à 30 ans), moyen (temps de retour de 100 ans à 300 ans) et extrême (temps de retour de l'ordre de 1 000 ans, qui met en défaut tout système de protection),. La commune a été reconnue en état de catastrophe naturelle au titre des dommages causés par les inondations et coulées de boue survenues en 1982, 1992, 1999 et 2016,.

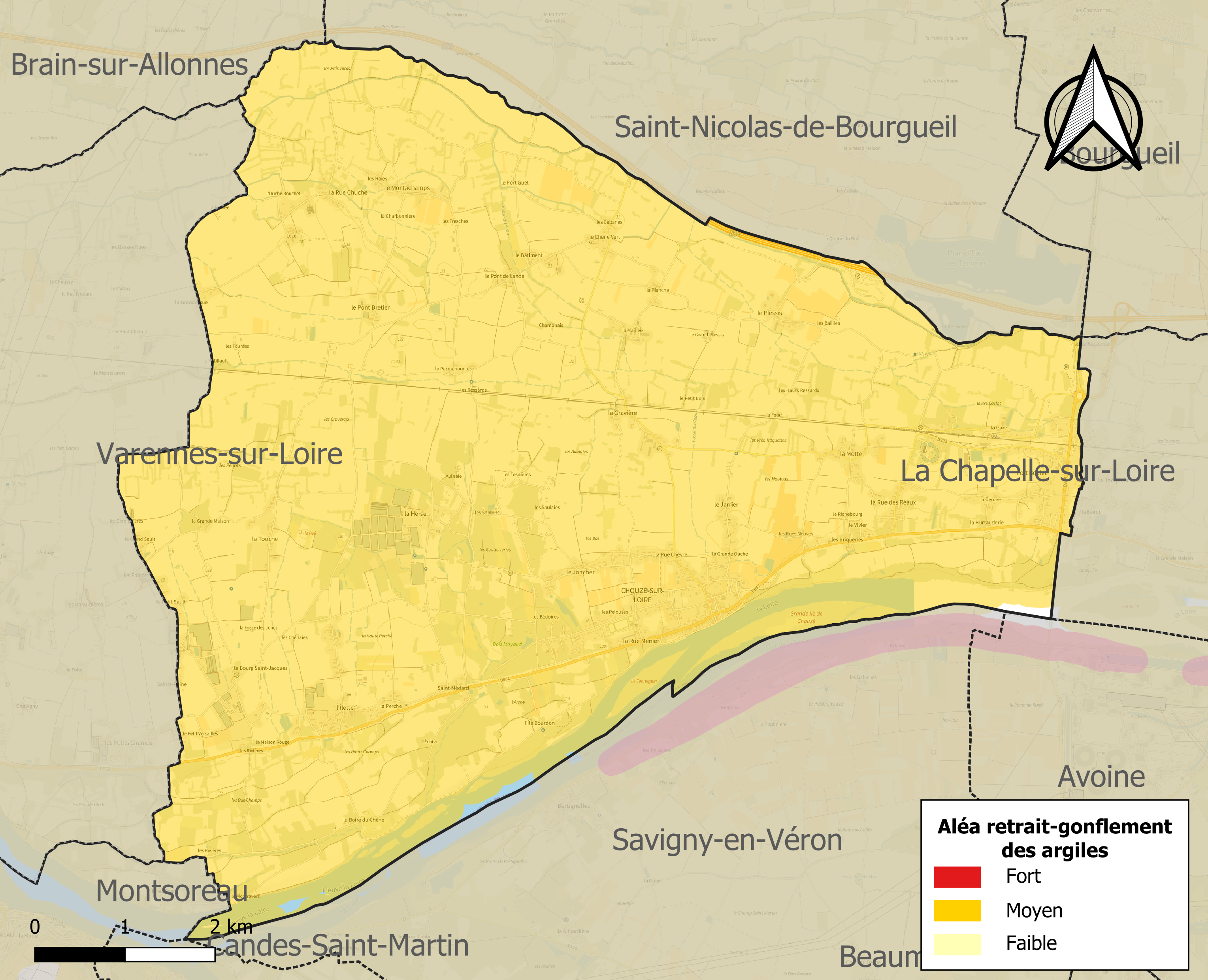
Carte des zones d'aléa retrait-gonflement des sols argileux de Chouzé-sur-Loire.

Le retrait-gonflement des sols argileux est susceptible d'engendrer des dommages importants aux bâtiments en cas d’alternance de périodes de sécheresse et de pluie. 99,7 % de la superficie communale est en aléa moyen ou fort (90,2 % au niveau départemental et 48,5 % au niveau national). Sur les 1 139 bâtiments dénombrés sur la commune en 2019, 1139 sont en aléa moyen ou fort, soit 100 %, à comparer aux 91 % au niveau départemental et 54 % au niveau national. Une cartographie de l'exposition du territoire national au retrait gonflement des sols argileux est disponible sur le site du BRGM,.
Concernant les mouvements de terrains, la commune a été reconnue en état de catastrophe naturelle au titre des dommages causés par la sécheresse en 2004 et par des mouvements de terrain en 1999.

#### Risques technologiques
Une partie du territoire de la commune est en outre située en aval d'une digue. À ce titre elle est susceptible d’être touchée par l’onde de submersion consécutive à la rupture de cet ouvrage.
En cas d’accident grave, certaines installations nucléaires sont susceptibles de rejeter dans l’atmosphère de l’iode radioactif. La commune étant située dans le périmètre réflexe de 2 km autour de la centrale nucléaire de Chinon, elle est exposée au risque nucléaire. À ce titre les habitants de la commune ont reçu, à titre préventif, des comprimés d’iode stable dont l’ingestion avant rejet radioactif permet de pallier les effets sur la thyroïde d’une exposition à de l’iode radioactif. En cas d'incident ou d'accident nucléaire, des consignes de confinement ou d'évacuation peuvent être données et les habitants peuvent être amenés à ingérer, sur ordre du préfet, les comprimés en leur possession.

## Histoire
En 1003, « Chozacius » indiquait une idée de sélection, ici « Terre de Choix ».
En 1050, les frères Lovo et Rahier firent don à l'abbaye de Bourgueil de Chozacum et ses dépendances ; la justice qui appartenait également à l'abbaye, avait son siège dans le prieuré du Plessis-aux-Moines. Elle était rendue par un sénéchal nommé par l'abbé de Bourgueil
À la fondation de l'abbaye de Fontevraud, Maison-mère de l’ Ordre de Fontevraud des terres sont données à Robert d'Arbrissel (mort en 1116).
François Rabelais (1483-1553) mentionne déjà « Chozé » dans le chapitre 47 de Gargantua.
Ce fut François Ier qui, par lettres patentes, donna à Chozacius le titre et les privilèges de ville. Le nom de « Chouzé » apparaît dans la carte de France de Cassini (XVIIIe siècle).
Avant la Révolution, Chouzé dépendait du tribunal de Saumur (querelles liées aux impôts), du diocèse d'Angers, et de la généralité de Tours pour la levée des impôts.
Partie intégrante de la province d'Anjou et de son histoire, Chouzé et la région de Bourgueil (y compris le domaine du château de Gizeux et jusqu'à Château-la-Vallière) furent rattachées en 1790 au tout nouveau département d'Indre-et-Loire.
En 1343, le sel devient un monopole d'État par une ordonnance du roi Philippe VI de Valois, qui institue la gabelle, la taxe sur le sel. L'Anjou fait partie des pays de « grande gabelle » et comprend seize tribunaux spéciaux ou « greniers à sel », dont celui de Bourgueil.
Le 24 mai 1589, Duplessis-Mornay gouverneur de Saumur (1589-1621) ne commande pas seulement la ville de Saumur, il prend la tête d'un gouvernement spécial qui est détaché de l'Anjou. Cette sénéchaussée de Saumur, englobe au nord de la Loire le pays de Bourgueil.
Chouzé et le pays bourgueillois (s'étendant jusqu'à Ingrandes vers l'est et jusqu'au château de Gizeux au nord) dépendront de la sénéchaussée de Saumur jusqu'à la Révolution française.
Lors de la création des départements, Chouzé fut rattaché au district de Langeais.
La batellerie et la meunerie ont joué un rôle très important dans le développement de la commune, par ailleurs bourg agricole aux multiples cultures. Vers 1830, la commune comptait de nombreux navigateurs, pêcheurs et mariniers. le trafic était important : voyageurs sur des embarcations légères, coches de Loire, et marchandises sur chalands.

## Politique et administration

### Tendances politiques et résultats
| Scrutin             | Scrutin             | 1er tour | 1er tour | 1er tour | 1er tour | 1er tour  | 1er tour | 1er tour | 1er tour  | 1er tour | 1er tour | 1er tour | 1er tour | 2d tour | 2d tour | 2d tour | 2d tour | 2d tour | 2d tour |
| Scrutin             | Scrutin             | 1er      | 1er      | %        | 2e       | 2e        | %        | 3e       | 3e        | %        | 4e       | 4e       | %        | 1er     | 1er     | %       | 2e      | 2e      | %       |
| ------------------- | ------------------- | -------- | -------- | -------- | -------- | --------- | -------- | -------- | --------- | -------- | -------- | -------- | -------- | ------- | ------- | ------- | ------- | ------- | ------- |
| Présidentielle 2017 | Présidentielle 2017 |          | FN       | 31,18    |          | LR        | 20,21    |          | EM        | 18,21    |          | LFI      | 15,59    |         | EM      | 52,20   |         | FN      | 47,80   |
| Présidentielle 2022 | Présidentielle 2022 |          | RN       | 34,14    |          | LREM      | 26,96    |          | LFI       | 14,35    |          | REC      | 5,43     |         | RN      | 50,80   |         | LREM    | 49,20   |
| Législatives 2022   | 5e                  |          | RN       | 31,48    |          | MoDem-Ens | 27,19    |          | PCF-Nupes | 12,40    |          | LR       | 8,90     |         | RN      | 50,86   |         | MoDem   | 49,14   |
| Législatives 2024   | 5e                  |          | RN       | 45,44    |          | MoDem-Ens | 21,19    |          | PCF-NFP   | 19,10    |          | LR       | 10,65    |         | RN      | 51,49   |         | MoDem   | 48,51   |

### Politique environnementale
Dans son palmarès 2016, le Conseil National des Villes et Villages Fleuris de France a attribué une fleur à la commune au Concours des villes et villages fleuris.

## Population et société
Ses habitants sont appelés les Chouzéens et Chouzéennes.

### Évolution démographique
L'évolution du nombre d'habitants est connue à travers les recensements de la population effectués dans la commune depuis 1793. Pour les communes de moins de 10 000 habitants, une enquête de recensement portant sur toute la population est réalisée tous les cinq ans, les populations de référence des années intermédiaires étant quant à elles estimées par interpolation ou extrapolation. Pour la commune, le premier recensement exhaustif entrant dans le cadre du nouveau dispositif a été réalisé en 2008.

En 2022, la commune comptait 2 150 habitants, en évolution de +3,37 % par rapport à 2016 (Indre-et-Loire : +1,67 %, France hors Mayotte : +2,11 %).
| 1793  | 1800  | 1806  | 1821  | 1831  | 1836  | 1841  | 1846  | 1851  |
| ----- | ----- | ----- | ----- | ----- | ----- | ----- | ----- | ----- |
| 3 314 | 3 447 | 3 916 | 3 660 | 3 890 | 3 847 | 3 852 | 3 816 | 3 690 |

| 1856  | 1861  | 1866  | 1872  | 1876  | 1881  | 1886  | 1891  | 1896  |
| ----- | ----- | ----- | ----- | ----- | ----- | ----- | ----- | ----- |
| 3 571 | 3 410 | 3 323 | 3 104 | 2 902 | 2 731 | 2 643 | 2 524 | 2 419 |

| 1901  | 1906  | 1911  | 1921  | 1926  | 1931  | 1936  | 1946  | 1954  |
| ----- | ----- | ----- | ----- | ----- | ----- | ----- | ----- | ----- |
| 2 196 | 2 202 | 2 139 | 2 004 | 2 004 | 1 931 | 1 882 | 1 933 | 2 006 |

| 1962  | 1968  | 1975  | 1982  | 1990  | 1999  | 2006  | 2008  | 2013  |
| ----- | ----- | ----- | ----- | ----- | ----- | ----- | ----- | ----- |
| 2 454 | 2 255 | 2 147 | 2 070 | 2 124 | 2 093 | 2 076 | 2 081 | 2 082 |

| 2018  | 2022  | - | - | - | - | - | - | - |
| ----- | ----- | - | - | - | - | - | - | - |
| 2 083 | 2 150 | - | - | - | - | - | - | - |

### Enseignement
Chouzé-sur-Loire se situe dans l'Académie d'Orléans-Tours (Zone B) et dans la circonscription de Langeais.
L'école primaire Des Moulins et l'école primaire privée Notre-Dame de Lourdes accueillent les élèves de la commune.

## Culture locale et patrimoine

### Lieux et monuments
- Les Quais de la Loire : ancien port important, très connu à l’époque de la marine de Loire, Chouzé-sur-Loire a conservé son quai de 800 m de long. Agrandi au XIXe siècle, il a été restauré en 1999. Ce quai dessert une route de randonnée qui vous mène au fil de la Loire jusqu’au port de Varennes avec sa vue imprenable sur la confluence, sur le château de Montsoreau, et sur la collégiale de Candes-Saint-Martin.
- L'église Saint-Pierre[45]. imposante par ses dimensions, cette église s'inspire des basiliques paléochrétiennes (VIe siècle), avec sa vaste nef plafonnée bénéficiant d'un éclairage direct, ses arcades retombant sur de simples piliers rectangulaires et l'austérité de ses lignes. À l'extérieur, les deux éléments notables sont la rose de la façade principale, allégeant le caractère massif du parement nu, apparaillé avec soin, et le clocher, dont l'implantation à l'est du chœur est assez inattendue. Il s'agit d'une des rares églises de style "classique" élevée en Touraine au début du XIXe siècle, correspondant au renouveau de la foi catholique apparu sous les règnes de Louis XVIII et de Charles X.Les importantes dimensions de cette église évoquent l'intense activités des mariniers de Loire, transitant par le port et transportant diverses marchandises sur leurs gabarres: denré de bouche (vin, etc.) mais aussi matériaux de construction (ardoises d'Angers, pierre de taille de Saumur, etc.), tissus, etc.

- Gare de Port-Boulet
- Six constructions sont inscrites aux monuments historiques : une maison à tourelles, le moulin de Lecé, le moulin à vent des Pelouses, les moulins-caviers, le prieuré du Plessis-aux-Moines et

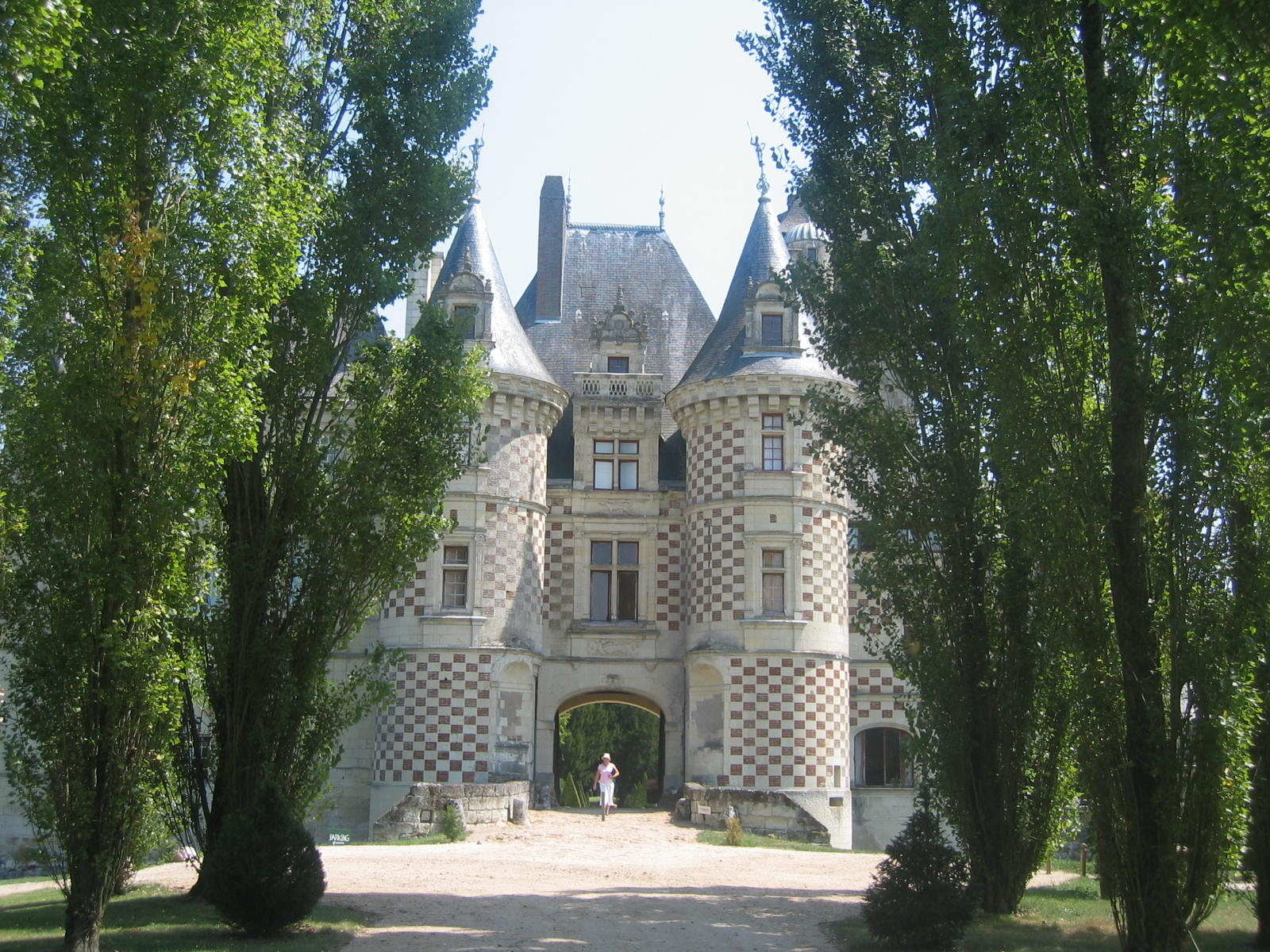
L'entrée du château des Réaux.

- - Le château des Réaux, classé monument historique en 1930.

- - La maison à Tourelles ou Maison du Bailli : élégante demeure du XVIe siècle, ornée de deux tourelles coiffées de poivrières. C'est dans cette maison que mourut le 1er septembre 1464 Marie d'Harcourt, épouse de Dunois, le "bâtard" d'Orléans, compagnon de Jeanne d'Arc et artisan du rapprochement de la Normandie et de l'Aquitaine.
  - Les moulins caviers de la rue des pelouses et de lecé : Les moulins à vent de types caviers sont une spécificité du Val de Loire. Dans cette région viticole, le moulin cavier permettait de stocker le vin et d'éviter les incendies dus au réchauffement des meules.Ils ont été construits vers la fin du XVIIe siècle pour le plus ancien et vers 1860 pour le plus récent.

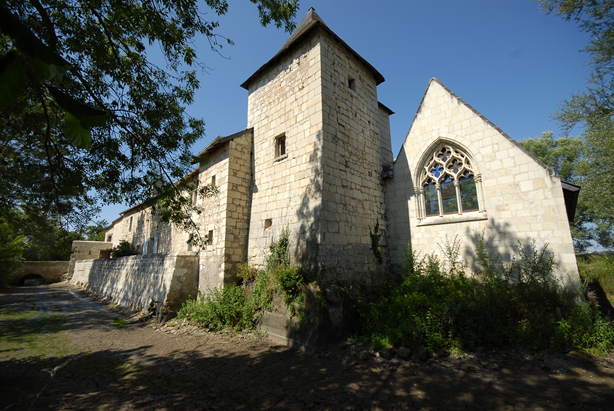
Plessis aux Moines

- - L'ancien prieuré du plessis-aux-moines : Ce prieuré appartenait à l'abbaye de Bourgueil. Il fut fondé au XIe siècle. Il était entouré de douves dont l’une subsiste encore. Le logis du prieur présente, sur la cour, une porte surmontée d'armoiries qui ont été bûchées et, au premier étage, deux fenêtres dont l'une a son encadrement mouluré et décoré d'angelots. Il possède une chapelle à l'angle. Au sud du couvent subsiste la grange à dîmes.

### Personnalités liées à la commune
- Louis Gabriel Taboureau des Réaux (1718-1782), intendant de Valenciennes, contrôleur général des Finances.
- François-Philippe Taboureau (1736-1803), évêque de Cydonia.
- François-Pierre Chaumeton (1775-1819), médecin et botaniste.